# Île aux Lépreux
L'île aux Lépreux est une île française de la commune de Saint-Laurent-du-Maroni située sur le fleuve Maroni.

## Histoire
L'île servit à accueillir les bagnards atteints de la lèpre et fut le refuge de « Papillon » lors de son évasion.
Pour l’époque, il n’était pas rare de devoir faire face à des épidémies. Les mauvaises conditions sanitaires, la surpopulation carcérale, le manque de soins et d’hygiène et le climat tropical entraînent une propagation rapide de maladies comme la lèpre.
Aujourd'hui, l'île est accessible par bateau. Les anciennes léproseries ont été transformées en petites pergolas accueillant les touristes.